# Cecciola
Cecciola è una frazione del comune italiano di Ventasso, nella provincia di Reggio Emilia, in Emilia-Romagna.

## Geografia fisica
Cecciola è situata nell'alta val d'Enza, nell'Appennino reggiano, lungo le pendici occidentali del monte Lungo, presso la sponda destra del torrente Liocca. La frazione è situata a 16,5 km a sud-ovest di Ramiseto.

## Storia
Menzionata in un documento del 1357 come Cezula, era situata all'interno dei confini della valle dei Cavalieri. Inclusa all'interno del territorio di Vairo, venne ceduta al ducato di Modena e Reggio nel 1847 in seguito al trattato di Firenze.

## Monumenti e luoghi d'interesse
- Chiesa di Santa Maria Assunta, dell'inizio del XVIII secolo.

## Infrastrutture e trasporti
Cecciola è servita dalla strada provinciale 15, che unisce la SS 63 al passo del Lagastrello.